# Chinasäure
Chinasäure ist eine Hydroxycarbonsäure. Sie findet sich in vielen Früchten, zum Beispiel auch im Sternanis.

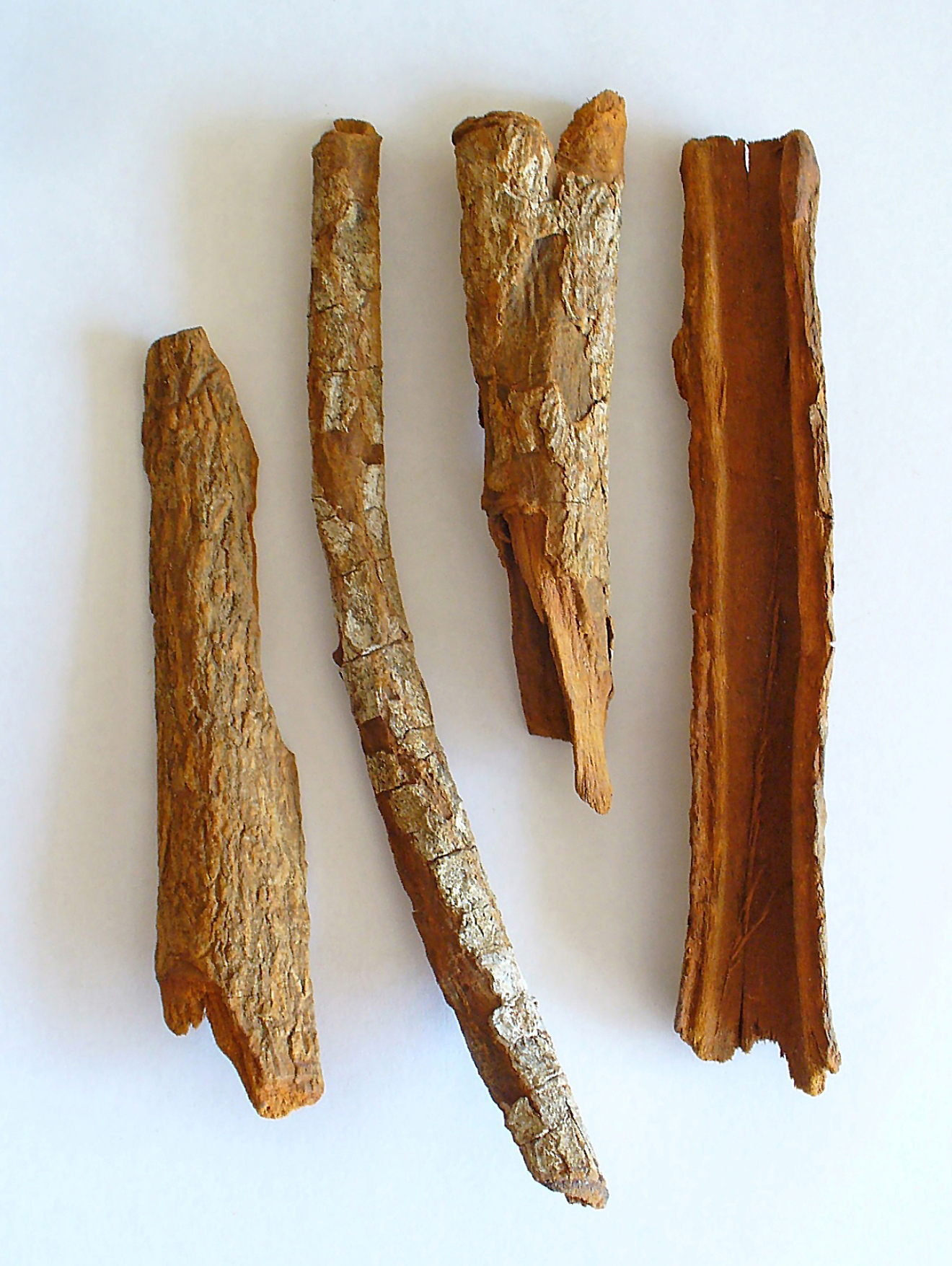
Chinasäure wurde im Jahr 1790 erstmals aus der Chinarinde isoliert

Die Chinasäure wurde 1790 erstmals vom Apotheker Friedrich Christian Hofmann in Leer (Ostfriesland) aus der Chinarinde isoliert. Daneben kommt sie auch in 
Heidelbeeren (Vaccinium myrtillus), dem Mastixstrauch (Pistacia lentiscus), Moosbeeren (Vaccinium macrocarpon), der Libanon-Zeder (Cedrus libani), Opuntia ficus-indica, Schwarzen Johannisbeeren (Ribes nigrum), Tee (Camellia sinensis), Zwiebeln (Allium cepa), Fenchel (Foeniculum vulgare), Pflaumen (Prunus domestica), Sellerie (Apium graveolens) und Mais (Zea mays) vor. Ihr Ester mit Kaffeesäure, in dem Chinasäure als alkoholische Komponente fungiert, findet man als Chlorogensäure im Kaffee.
Chinasäure ist ein Zwischenprodukt des Shikimisäureweges.